# 4075 Sviridov
4075 Sviridov è un asteroide della fascia principale. Scoperto nel 1982, presenta un'orbita caratterizzata da un semiasse maggiore pari a 3,0278217 UA e da un'eccentricità di 0,0424430, inclinata di 7,76738° rispetto all'eclittica.